# Christian Friedrich Heinrich Wimmer
Christian Friedrich Heinrich Wimmer (Breslavia, 30 ottobre 1803 – Breslavia, 12 marzo 1868) è stato un botanico, filologo classico e pedagogo tedesco.

## Biografia
Wimmer era ispettore scolastico  e direttore del Reale Ginnasio Federico-Guglielmo di Breslavia.
Come botanico egli si dedicò intensamente al genere dei salici. Il genere Wimmeria, appartenente alla famiglia delle Celastraceae, è stato così denominato in suo onore.
Il 15 ottobre 1841 Wimmer venne accolto quale membro dell'Accademia Cesarea Leopoldina di Schweinfurt.
Come filologo Wimmer si occupò degli scritti fitologici di Aristotile e di Teofrasto, dell'opera del quale fornì una raccolta di frammenti.

## Opere (selezione)
- (DE) con Heinrich Emanuel Grabowski, Flora Silesiae, 1827–1829.
- (DE) Flora von Schlesien, 1832.
- (DE) Flora von Schlesien preußischen und österreichischen Antheils, 2. Auflage 1844, 3. Auflage 1857, 1840.
- (DE) Phytologiae Aristoteliae fragmenta, 1838.
- (DE) Salices europaeae, 1866.